# دانا اولسن
دانا اولسن (بالإنجليزية: Dana Olsen)‏ هو كاتب سيناريو وممثل أمريكي، ولد في 1953.

## أعمال

### أفلام
- (1997) جورج وجونغل

### مسلسلات
- هنري البطل

## وصلات خارجية
- دانا اولسن على موقع IMDb (الإنجليزية)
- دانا اولسن على موقع قاعدة بيانات الفيلم (الإنجليزية)